# Dynamo Brjansk
Der Fußball Klub Dynamo-Brjansk (russisch Футбольный Клуб «Динамо-Брянск», wiss. Transliteration Futbol'nij Klub Dinamo-Brjansk) ist ein russischer Fußballverein aus der Stadt Brjansk.

## Geschichte
Der Verein wurde im Jahre 1931 vom GPU-Offizier Filaret Adamovich gegründet. Das Team bestand ursprünglich aus Spielern aus Baku und Smolensk und spielte in der West-Oblast-Liga. Bis 1936 gehörte Dynamo zu den führenden Teams der Region. Anschließend wurde Brjansk Mitglied der Oryol Oblast und Adamovich verließ die Stadt.
Nach dem Zweiten Weltkrieg erstarke Dynamo erneut – mittlerweile in der neu gegründeten Oblast Brjansk. In den Jahren 1949 und 1952 spielte der Verein in der RSFSR-Liga und im Jahr 1959 gewann man die Meisterschaft der Oblast Brjansk.
Durch den Erfolg von 1959 gelang es dem Verein in die nationale Klasse B aufzusteigen. Im Jahr 1967 wurde man in der eigenen Region Erster und erreichte die Halbfinal-Spiele, wo man ebenfalls Erster wurde, bevor man als Fünfter in den Finalspielen ausschied. Auch 1968 wurde man Zonen-Erster, erster in den Halbfinals und anschließend Vierter in den Finalspielen, wodurch der Aufstieg in die zweite Gruppe der A-Klasse aufsteigen konnte. Nach nur einem Jahr musste der Verein wegen der Neuorganisation wieder absteigen. In den Jahren 1970 bis 1991 spielte Dynamo zwanzig Jahre lang in der zweiten Sowjetliga und erreichte dort die Meisterschaft 1989.
Nach dem Zerfall der Sowjetunion spielte Dynamo in den Jahren 1992 und 1993 in der 2. Division, der dritten Liga in den Jahren 1994 und 1997 und wieder der 2. Division von 1998 bis 2003. Im Jahr 2003 wurde Dynamo Brjansk Erster der 2. Division Zentrum punktgleich mit dem FC Oryol. In den Playoffs setzte sich Oryol durch, doch da Dynamo St. Petersburg ausgeschlossen wurde, durfte auch Dynamo Brjansk in die 1. Division aufsteigen. In der Saison 2006–2007 gelang Dynamo der Durchmarsch bis ins Pokalhalbfinale, wo die Mannschaft gegen den FK Moskau mit 1:1 und 0:1 unterlag. Vor der Saison 2012/13 zog sich Dynamo Brjansk aufgrund finanzieller Schwierigkeiten aus der 1. Division zurück.

## Bekannte ehemalige Spieler
- Edin Junuzović
- Willer
- William Oliveira